# Ligne bleue du métro de Lisbonne
Pour les articles homonymes, voir Ligne bleue.
La ligne bleue (en portugais : linha azul), ou ligne de la Mouette (linha da gaivota) est l'une des quatre lignes du métro de Lisbonne. Elle est longue d'environ 13 km et comporte 17 stations. Elle relie la station Amadora Este à celle de Santa Apolónia en passant par le centre historique de Lisbonne. C'est la seule ligne du métro entièrement souterraine, sans viaduc.
Elle permet une correspondance avec la ligne rouge à la station São Sebastião, la jaune à Marquês de Pombal et la verte à Baixa-Chiado. Elle dessert notamment le zoo de Lisbonne, le stade de Luz, le centre historique et la gare de Santa Apolónia.

## Histoire
Première ligne du métro de Lisbonne, elle a été inaugurée en 1959 avec le tronçon entre Sete Rios (actuel Jardim Zoológico) et Restauradores. Entre 1963 et 1972, elle a été successivement prolongée de Restauradores jusqu'à Alvalade, passant, entre autres, par les stations Rossio, Alameda e Areeiro. En 1988, elle a été prolongée de Sete Rios à Colégio Militar/Luz et en 1993 de Alvalade à Campo Grande.
En 1995, le tronçon Campo Grande - Rotunda via Saldanha devient la ligne jaune par la construction de la correspondance à Rotunda (aujourd'hui Marquês de Pombal).
En 1997, elle a été étendue à Pontinha, et un an plus tard, la correspondance de Baixa-Chiado a été construite, éliminant la liaison Restauradores - Rossio et créant la ligne verte à partir du tronçon Rossio - Campo Grande.
En 2004, la ligne bleue fut la première à sortir des limites de Lisbonne, en allant jusqu'à Amadora Este. En 2007, elle a été prolongée de Baixa-Chiado jusqu'à Santa Apolónia, avec un passage vers la station de Terreiro do Paço.
En 2009, la ligne rouge est prolongée à l'ouest jusqu'à São Sebastião, permettant la correspondance avec la ligne bleue.
En 2016 est inaugurée la liaison entre Amadora Este et Reboleira. Une branche se détachant du tronçon principal après Colégio Militar/Luz est également en projet pour desservir le quartier de Benfica.

## Tracé
|  |   |  | Station             | Coordonnées                 | Correspondances                  |
|  | - |  | ------------------- | --------------------------- | -------------------------------- |
|  | ■ |  | Reboleira           | 38° 45′ 08″ N, 9° 13′ 29″ O |                                  |
|  | • |  | Amadora Este        | 38° 45′ 28″ N, 9° 13′ 05″ O |                                  |
|  | • |  | Alfornelos          | 38° 45′ 38″ N, 9° 12′ 18″ O |                                  |
|  | • |  | Pontinha            | 38° 45′ 42″ N, 9° 11′ 48″ O |                                  |
|  | • |  | Carnide             | 38° 45′ 31″ N, 9° 11′ 34″ O |                                  |
|  | • |  | Colégio Militar/Luz | 38° 45′ 09″ N, 9° 11′ 20″ O |                                  |
|  | • |  | Alto dos Moinhos    | 38° 44′ 58″ N, 9° 10′ 47″ O |                                  |
|  | • |  | Laranjeiras         | 38° 44′ 53″ N, 9° 10′ 19″ O |                                  |
|  | • |  | Jardim Zoológico    | 38° 44′ 31″ N, 9° 10′ 07″ O |                                  |
|  | • |  | Praça de Espanha    | 38° 44′ 15″ N, 9° 09′ 34″ O |                                  |
|  | • |  | São Sebastião       | 38° 44′ 05″ N, 9° 09′ 14″ O | Ligne rouge du métro de Lisbonne |
|  | • |  | Parque              | 38° 43′ 46″ N, 9° 09′ 01″ O |                                  |
|  | • |  | Marquês de Pombal   | 38° 43′ 29″ N, 9° 09′ 02″ O | Ligne jaune du métro de Lisbonne |
|  | • |  | Avenida             | 38° 43′ 12″ N, 9° 08′ 45″ O |                                  |
|  | • |  | Restauradores       | 38° 42′ 54″ N, 9° 08′ 29″ O |                                  |
|  | • |  | Baixa-Chiado        | 38° 42′ 38″ N, 9° 08′ 22″ O | Ligne verte du métro de Lisbonne |
|  | • |  | Terreiro do Paço    | 38° 42′ 24″ N, 9° 08′ 07″ O |                                  |
|  | ■ |  | Santa Apolónia      | 38° 42′ 46″ N, 9° 07′ 25″ O |                                  |

## Traduction
- (pt) Cet article est partiellement ou en totalité issu de l’article de Wikipédia en portugais intitulé « Linha Azul (Metropolitano de Lisboa) » (voir la liste des auteurs).